# Prunus fortunensis
Prunus fortunensis är en rosväxtart som beskrevs av G. Mcpherson. Prunus fortunensis ingår i släktet prunusar, och familjen rosväxter. Inga underarter finns listade i Catalogue of Life.